# Humbertiella laosana
Humbertiella laosana är en bönsyrseart som beskrevs av Max Beier 1930. Humbertiella laosana ingår i släktet Humbertiella och familjen Liturgusidae. Inga underarter finns listade i Catalogue of Life.